# Acalypha wilderi
Acalypha wilderi é uma espécie de flor do gênero Acalypha, pertencente à família Euphorbiaceae.